# Cawston (Norfolk)
Pour les articles homonymes, voir Cawston.
Cawston est un petit village du comté de Norfolk en Angleterre. Il est situé à environ 18 km au nord de Norwich.

## Sources
- (en) Cet article est partiellement ou en totalité issu de l’article de Wikipédia en anglais intitulé « Cawston, Norfolk » (voir la liste des auteurs).